# Абесадзе, Рамаз Борисович
Рамаз Борисович Абесадзе — грузинский учёный, директор ТГУ Института Экономики имени Паата Гугушвили, доктор экономических наук, профессор, главный научный сотрудник данного Института.

## Биография
Профессор Рамаз Абесадзе родился 14 мая 1952 года в г. Ткибули, в семье педагогов. В 1969 году, после окончания 54-й средней школы города Тбилиси, поступил в Тбилисский Государственный Университет, который он окончил с отличием в 1974 году по специальности инженер-экономист.
В том же году начинает работать в Институте Экономики и Права Академии Наук Грузии, где он был старшим лаборантом (1974), научным сотрудником (1976), старшим научным сотрудником (1986), ведущим научным сотрудником (1989), руководителем лаборатории (1991), руководителем отделения (1997), заместителем директора (2002). Он был избран директором института 3 июля 2008 года. В 1985 году ему присвоили степень кандидата экономических наук, в 1999 году научную степень доктора экономических наук, в 1989 году звание главного научного сотрудника, в 1998 году звание доцента, а в 2003 году научно-педагогическое звание профессора по специальности макроэкономика. Он начал педагогическую деятельность в 1987 году сначала в Грузинском Политехническом Институте, а затем Грузинском Медицинском Институте. С 1995 года по сей день занимается педагогической деятельностью в Тбилисском Государственном Университете им. Ив. Джавахишвили на кафедре макроэкономики. В это же время являлся профессором Учебного Университета Экономики и Права Грузии, на данный момент профессор Европейского Университета.
Профессор Рамаз Абесадзе в 2001—2003 годах был заместителем председателя диссертационного совета, существующего при Институте, а в 2003—2007 годах являлся председателем.
Профессор Рамаз Абесадзе опубликовал более 140 научных трудов. В том числе 7 монографий и 3 учебника. Принял участие в более 30 международных конференциях, опубликовал заграницей более 20 научных трудов в различных странах, в частности, в Польше, России, Литве, Украине, Швеции. Сначала предметом его научного исследования являлись экономические проблемы научно-технического прогресса, которым он посвятил монографию — «Научно-технический прогресс и эффективность производства и потребления электроэнергии в Грузии» (Тб., «Мецниереба», 1985). Затем предмет авторского исследования расширяется экономическими проблемами природопользования и защиты окружающей среды. В связи с этими проблемами стоит отметить его монографию — «Энергоэкологический фактор экономического развития и макроэкономический механизм формирования энергетического рынка в Грузии» (Тб., «Мецниереба», 2004). На данный момент сфера научного исследования профессора Рамаза Абесадзе заключает экономические проблемы экономического развития, экономического регресса (который должен считаться новой сферой исследования в экономической науке), экономические проблемы, связанные с инновационной экономикой и пост коммунистической трансформацией, чему посвящается не одна его статья и книга: «Экономическое развитие и экономический регресс» (Тб., 2014), «Структурные и инновационные проблемы экономического развития» (Тб.2015), "Механизм макроэкономического регулирования мелкого бизнеса в Грузии. (Тб., 2008 (в соавторстве с профессором Вахтангом Бурдули), учебник «Экономическое развитие» (Тб., 2014) и др. По инициативе кафедры макроэкономики Тбилисского Государственного Университета профессор Рамаз Абесадзе подготовил курс лекций по «Экономическому развитию» и «Теории экономического развития» и эти предметы читают студентам факультета экономики и бизнеса Тбилисского Государственного Университета по экономическому направлению.
Доктор Экономических Наук, профессор Рамаз Абесадзе является инициатором учреждения и главным редактором международно-аналитического журнала — «Экономист» и периодического издания — «Сборника научных трудов Института Экономики имени Паата Гугушвили». По его же инициативе в Институте Экономики имени Паата Гугушивили была учреждена «главная редакция большой грузинской экономической энциклопедии», которая начала готовиться к публикации «большой грузинской экономической энциклопедии».
Профессору Рамазу Абесадзе была выражена благодарность президента Грузии за личный вклад, внесённый в осуществление текущих реформ в сфере развития экономической науки и экономики, за продуктивную научно-педагогическую и общественную деятельность в 2001 году, а в 2002 году был награждён Орденом Почёта Грузии. Он является обладателем медали имени академика Иване Джавахишвили.

## Некоторые труды
- ECONOMIC REGRESS AND THE REASONS OF ITS DETECTION IN ECONOMY OF GEORGIA ( Архивная копия от 27 сентября 2016 на Wayback Machine)
- THE PROBLEMS OF STATE REGULATION OF SMALL BUSINESS IN GEORGIA ( Архивная копия от 27 сентября 2016 на Wayback Machine)
- INNOVATIVE ACTIVITIES AND THEIR COORDINATION UNDER ADVANCING GLOBALIZATION ( Архивная копия от 27 сентября 2016 на Wayback Machine)
- «Экономика и менеджмент — 2016». Секция 6. Маркетинговые технологии в системе обеспечения инновационного развития современных предприятий. ( Архивная копия от 27 сентября 2016 на Wayback Machine)
- Structural and innovative problems of economic development. Tbilisi, 2014. ( Архивная копия от 3 октября 2016 на Wayback Machine)
- Neoindustrial development and innovative economics in the conditions of globalization. (co-author V. Burduli) ( Архивная копия от 2 октября 2016 на Wayback Machine)
- High technologies — the most important factor of economic development ( Архивная копия от 2 октября 2016 на Wayback Machine)
- Neoindustrial development, innovative economics and networks in conditions of globalization. (co-author V. Burduli) ( Архивная копия от 2 октября 2016 на Wayback Machine)
- Sectoral, technological, and institutional-organizational structures of the Gorgien economy: development issues in the konteqst of globalization. «The Coucasus & Globalization», CA&CC Pressâ, SVEDEN, Volume 7, Issue 1-2, 2013 (co-author V. Burduli). ( Архивная копия от 2 октября 2016 на Wayback Machine)
- Some theoretical aspects of economic development. Journal «The 10.Caucasus & Globalization», CA&CC Pressâ, SWEDEN, Volume 3, Issue 4, 2011. ( Архивная копия от 2 октября 2016 на Wayback Machine)
- Regional aspects of accelaration of economic development in Georgia. (co-author V. Burduli) ( Архивная копия от 11 октября 2016 на Wayback Machine)